# Гужери
Гужери (фр. gougères) — несолодка випічка із заварного тіста із сиром родом із Бургундії. Сир додається в тісто.
Зазвичай беруть сири з досить вираженим смаком, наприклад, Конте, Грюєр або Емменталь.
Можуть випікатися у вигляді пирога в круглій формі з отворами посередині (тоді назва приймає однину — гужер) або у вигляді кульок.
Вважається, що гужери походять з Бургундії, зокрема з міста Тоннерр департаменту Йонна.
Гужери можуть бути зроблені, як маленькі кульки з тіста розміром 3–4 см у діаметрі — аперитив або діаметром 10–12 см одинокий гужер або у вигляді кільця. Іноді як наповнювачі додають гриби, яловичина, шинка; в цьому випадку Гужеро, як правило, робляться у вигляді кільця або пирога.
У Бургундії їх зазвичай подають холодним при частуванні вина з льохів, але також подають гарячим, як аперитив.

## Історія
У вісімнадцятому і дев'ятнадцятому століттях, гужери іноді робилися з трубочок тіста, але іноді, мабуть, використовувалися просто сир, яйця і панірувальні сухарі. Робили у вигляді простого круглого плаского пирога, а не кульок, чи кільця.
Перші форми гужер було більше м'ясною стравою, ніж хлібною, включали в себе різні трави, бекон, яйця, сир, спеції та м'ясо, змішані із кров'ю тварин. Готувалася така страва у шлунку вівці. У середньовічній Франції це був один з видів сирного пирога. Пізніше, він став відомим в районах сучасної Бельгії, де став асоціюватися із Вербною неділею. Але все-таки гужер пов'язують із містом Осер (Auxerre) в Бургундії, де страва відома з XIX століття під назвою gouere.

## Назва
Слово gougère спочатку вимовлялося як gouiere, gouyere, goïère, goyère, або gouyère. Сучасна вимова відома з XVIII століття.
Походження слова невідоме.

## Галерея

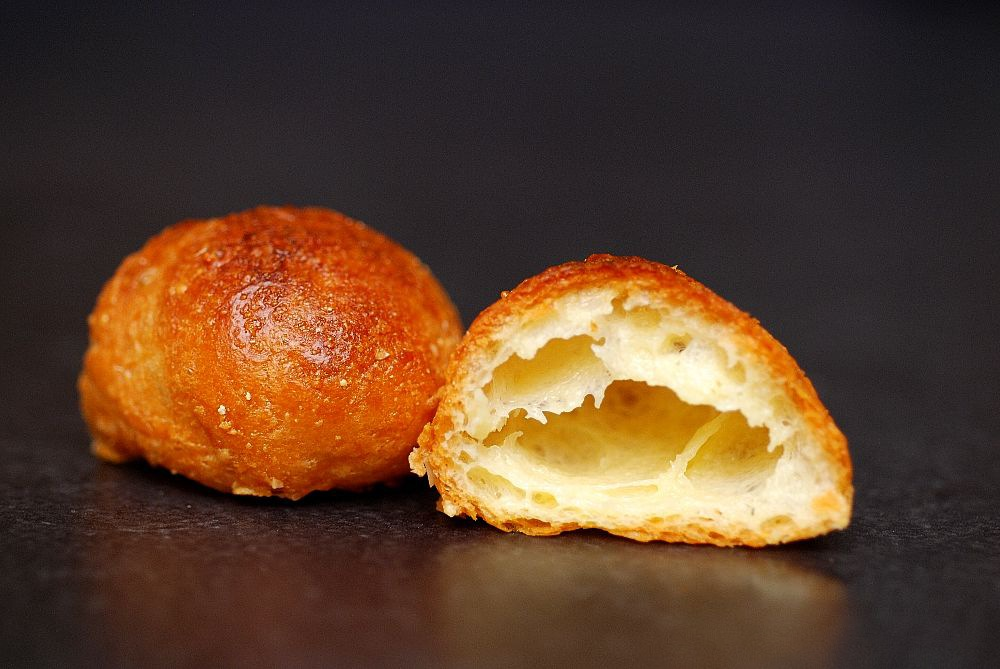
в розрізі
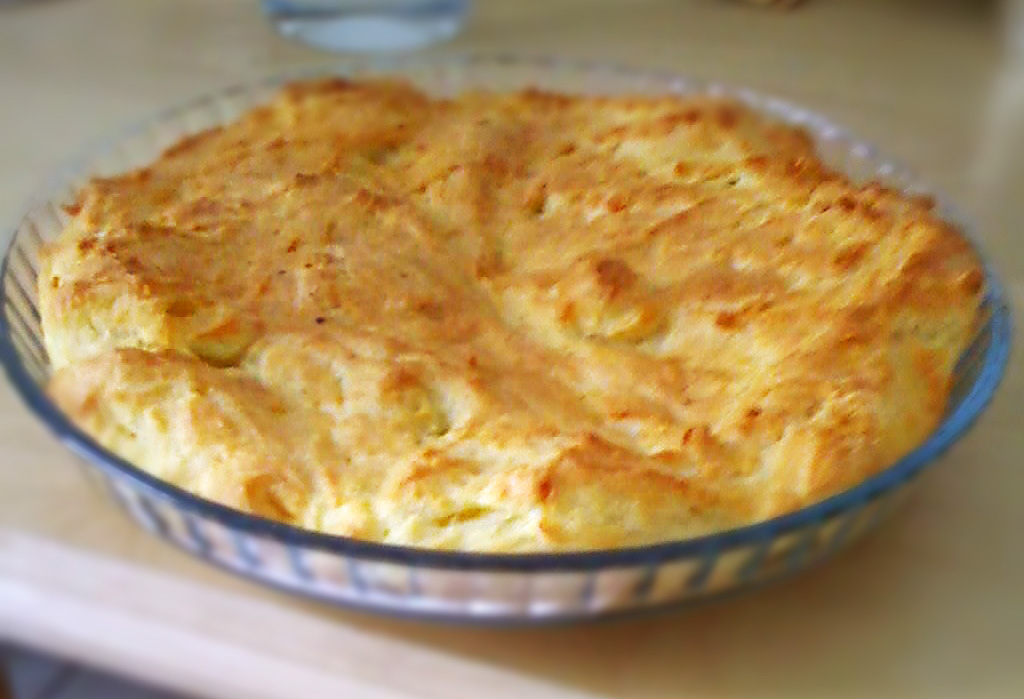
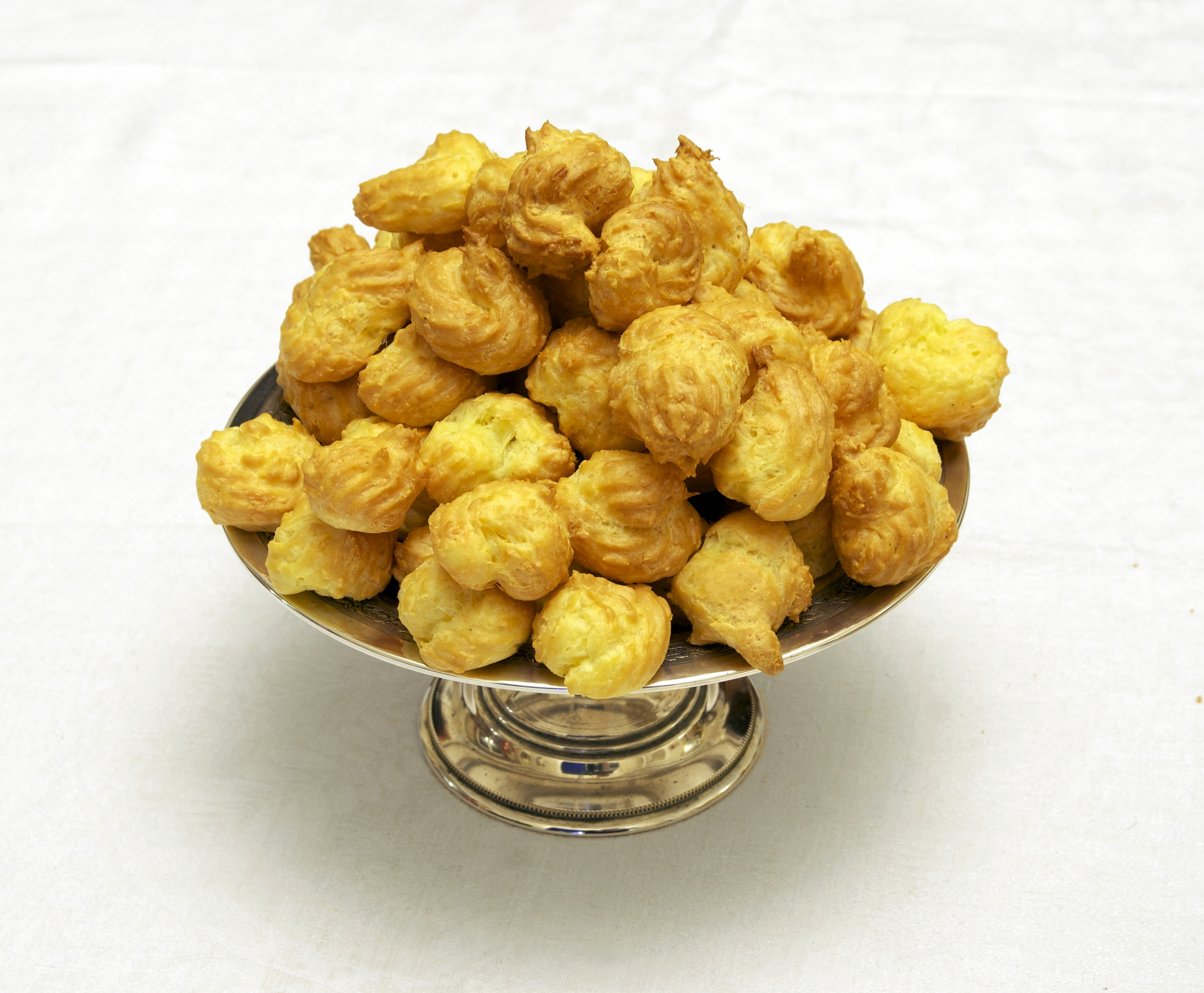